# Iki wo Shiteru Kanjiteiru
«Iki wo Shiteru Kanjiteiru» (息をしてる　感じている?) es el sencillo conmemorativo de la cantante Mari Iijima, Fukuyama Yoshiki, Chie Kajiura, Megumi Nakajima y May'n de las series Macross, lanzado al mercado el día 14 de octubre del año 2009.

## Detalles
En este sencillo se presenta la canción Iki wo Shiteru Kanjiteiru (Respiro, Siento), creada por Mari Iijima voz de Lynn Mimmay en la serie original de Macross e interpretada junto con Fukuyama Yoshiki (responsable vocal de Basara Nekki), Chie Kajiura (responsable vocal de Mylene Jenius) que juntos integraban el grupo Fire Bomber de la serie Macross 7, la seiyu Megumi Nakajima (voz de Ranka Lee) y May'n (responsable vocal de Sheryl Nome) de la serie Macross Frontier.
La canción fue utilizada para conmemorar el despegue de la nave Macross de la serie original y promocionar la dupla de conciertos realizados en Japón llamados "Macross Crossover Live AD 2009 x 45 x 59". Este sencillo fue llamado el Himno Espacio Tiempo 2009.
Lista de canciones (VTCL-35080)

Toda la música compuesta por Mari Iijima. 
| N.º  | Título                                               | Vocalistas                                        | Duración |  |
| 1.   | «Iki wo Shiteru Kanjiteiru (息をしてる 感じている?)» | Mari Iijima, Fire Bomber, May'n & Megumi Nakajima | 4:38     |  |
| 2.   | «Iki wo Shiteru Kanjiteiru (TV Mix)»                 |                                                   | 4:33     |  |
| 9:11 |                                                      |                                                   |          |  |